# Batophila beroni
Batophila beroni es un coleóptero de la familia Chrysomelidae. Fue descrita científicamente por primera vez en 1990 por Gruev.